# Lưu Túc (nhà Nguyên)
Lưu Túc (chữ Hán: 刘肃, 1188 – 1263), tên tự là Tài Khanh, người huyện Minh Thủy, phủ Uy Châu , quan viên cuối đời Kim, đầu đời Nguyên trong lịch sử Trung Quốc.

## Phục vụ nhà Kim
Năm Hưng Định thứ 2 (1218) thời Kim Tuyên Tông, Túc trúng khoa Từ phú tiến sĩ, từng được làm Thượng thư tỉnh Lệnh sử. Bấy giờ có vụ trộm vải quý cùng châu báu trong Nội tàng, thủ phạm thì không tìm được, nhưng liên lụy đến những tiểu thương và quan viên cấp thấp trong Nội tàng, cả thảy 11 người. Bộ Hình đề nghị xử cực hình, Túc phản đối, cho rằng không có bằng chứng trực tiếp. Kim Tuyên Tông tức giận, vì thế có cận thị trong đêm đến gặp Túc, cho biết ý chỉ của hoàng đế. Nhưng Túc kiên trì không thay đổi; sáng hôm sau, ông vào Thượng thư tỉnh, ra sức biện giải; cuối cùng, Hữu tư lang trung Trương Thiên Cương nhận lời thay Túc trình tấu với hoàng đế. Sớ của Trương dâng lên, Tuyên Tông hiểu ra, nên bọn tù nhân thoát chết.
Túc được điều làm Tân Thái lệnh. Trước đó, huyện đánh thuế dựa trên số bò sở hữu, khiến dân giấu bò không cày. Túc đến, mệnh cho người có nhiều gia súc không phải nộp thêm thuế, nhờ vậy dân trong huyện trở nên giàu có. Dân Tần Hoài có người trốn sang nước Tống, chịu biên tịch làm binh để được nhận nhiều lương thực hơn; nhưng cũng có kẻ quay về, rồi rơi vào cảnh thiếu ăn thiếu mặc, buông lời oán trách: "Chằng bằng vượt sông Hoài." Kẻ ấy bị tố cáo tội bàn bạc mưu phản, Túc nói: "Sông Hoài ngăn cách nước Tống, nhưng chỉ là một con sông, nếu muốn làm phản, không khó ra đi chút nào; miệng dù nói nhưng lòng không thật, chuẩn theo luật đáng đánh 80 trượng." Sau đó Túc được cất nhắc làm Hộ bộ chủ sự.

## Phục vụ nhà Nguyên
Nhà Kim mất, Túc nương nhờ người Đông Bình là Nghiêm Thực, được vời làm Hành Thượng thư tỉnh Tả tư viên ngoại lang, rồi đổi làm Hành quân Vạn hộ phủ kinh lịch. Đông Bình hằng năm phải nộp thuế bạc vụn , phải thu về 10 vạn lạng lụa bông đẹp (miên), vạn xúc lụa màu, khiến dân không kham nổi; Túc giúp họ tâu lên xin bãi bỏ. Năm Nhâm tý (1252), tông vương Hốt Tất Liệt lấy Túc làm Hình Châu an phủ sứ; ông chấn hưng nghề rèn, phát hành tiền giấy (chử tệ ), khiến quan dân đều được nhờ.
Năm Trung Thống đầu tiên (1260), Túc được cất nhắc làm Chân Định tuyên phủ sứ. Bấy giờ tiền giấy mới (tân sáo) Trung Thống phát hành, giấy bạc (ngân sáo) cũ bị bãi bỏ. Phủ Chân Định lấy ngân sáo giao thương với bên ngoài, cả thảy hơn 8000 quan, khiến quan dân rối rít, không biết làm sao! Túc đề nghị 3 phương án: 1 là vẫn dùng sáo cũ; 2 là mới cũ đều dùng; 3 là triều đình lấy sáo mới định giá để thu đổi sáo cũ. Trung thư tỉnh nghe theo phương án thứ 3, giao xuống sáo trị giá 50 vạn quan.
Năm thứ 2 (1261), Túc được thụ chức Tả Tam bộ thượng thư ; triều đình đặt ra điển chương, chế độ, ông được tham gia hầu hết các cuộc nghị luận. Ít lâu sau, Túc được kiêm Thương nghị Trung thư tỉnh sự.
Năm thứ 3 (1262), Túc trí sĩ, được cấp một nửa bổng lộc. Năm thứ 4 (1263), Túc mất, hưởng thọ 76 tuổi.
Sử cũ nhận xét Túc có tính chậm rãi, nhưng kiên định; quen tập hợp thuyết pháp kinh Dịch của các học giả, đặt tên sách là Độc Dịch bị vong. Về sau Túc dần được tặng đến Trung tán trị công thần, Vinh lộc đại phu, Thượng trụ quốc, Đại tư đồ, Hình quốc công, thụy là Văn Hiến.

## Hậu nhân

### Con trai
- Lưu Khác, được làm đến Trường Cát (huyện) chủ bộ, tặng Quang lộc đại phu, Đại tư đồ, Hình quốc công, thụy là Hiếu Tĩnh.
- Lưu Hiến, được làm đến Lễ bộ thị lang.
- Lưu Tốn, được làm đến Đại Danh lộ tổng quản

### Cháu nội
- Con trai Lưu Khác là Lưu Canh, cố sự được chép phụ là liệt truyện của Túc trong Tân Nguyên sử.